# Proca 作用量
在物理学中 ，特别是在场论和粒子物理学中，Proca作用量描述了Minkowski时空中质量为m且有质量、自旋 均为1 的量子场论。相应的方程是一个称为Proca方程的相对论性波动方程  。  Proca作用量和方程以罗马尼亚物理学家Alexandru Proca命名。 
在标准模型中Proca方程用来描述三个 矢量玻色子，即W±，Z0玻色子。
本文使用的是 四維矢量语言里的(+---) 指标记号 和 张量索引符号 。

## 拉格朗日密度
该场中包含一个复合的电磁四矢势 {\displaystyle B^{\mu }=({\frac {\phi }{c}},\mathbf {A} )}， {\displaystyle \phi } 是一类广义電勢，{\displaystyle \mathbf {A} } 是一个广义 磁矢势，在该场中{\displaystyle B^{\mu }}变换与一个复四矢量相同。
用 拉格朗日密度 给出：
{\displaystyle {\mathcal {L}}=-{\frac {1}{2}}(\partial _{\mu }B_{\nu }^{*}-\partial _{\nu }B_{\mu }^{*})(\partial ^{\mu }B^{\nu }-\partial ^{\nu }B^{\mu })+{\frac {m^{2}c^{2}}{\hbar ^{2}}}B_{\nu }^{*}B^{\nu }.}
其中 {\displaystyle c} 是 光速， {\displaystyle \hbar }是 普朗克常数 以及 {\displaystyle \partial _{\mu }} 是 四维梯度.

## 方程式
这样的欧拉-拉格朗日方程 又被称为 Proca方程：
{\displaystyle \partial _{\mu }(\partial ^{\mu }B^{\nu }-\partial ^{\nu }B^{\mu })+\left({\frac {mc}{\hbar }}\right)^{2}B^{\nu }=0}
如果应用广义洛伦茨规范
{\displaystyle \partial _{\mu }B^{\mu }=0\!}
则上式又可以写为
{\displaystyle \left[\partial _{\mu }\partial ^{\mu }+\left({\frac {mc}{\hbar }}\right)^{2}\right]B^{\nu }=0}
当 {\displaystyle m=0}, 这个方程可以退化到无电流无电荷的 麦克斯韦方程組。Proca方程与克莱因-戈尔登方程密切相关，因为它们都是关于空间和时间的二阶偏微分方程的。
用矢量分析的符号给出，该公式是：
{\displaystyle \Box \phi -{\frac {\partial }{\partial t}}\left({\frac {1}{c^{2}}}{\frac {\partial \phi }{\partial t}}+\nabla \cdot \mathbf {A} \right)=-\left({\frac {mc}{\hbar }}\right)^{2}\phi \!}
{\displaystyle \Box \mathbf {A} +\nabla \left({\frac {1}{c^{2}}}{\frac {\partial \phi }{\partial t}}+\nabla \cdot \mathbf {A} \right)=-\left({\frac {mc}{\hbar }}\right)^{2}\mathbf {A} \!}
{\displaystyle \Box } 即是 达朗贝尔算符

## 规定
Proca作用量可以通过在Stuecklberg作用量中引入 希格斯机制 后通过规范变换得到。可以使用第二类约束条件得到量子化的Proca作用量。
电磁场的Proca作用量在{\displaystyle m\neq 0}时不具有规范不变性
{\displaystyle B^{\mu }\rightarrow B^{\mu }-\partial ^{\mu }f}
这里的 {\displaystyle f} 是一个任意函数。

### 其他参考资料
- Supersymmetry Demystified，P. Labelle，McGraw-Hill（美国），2010， ISBN 978-0-07-163641-4
- 量子场论，D。McMahon，Mc Graw Hill（美国），2008， ISBN 978-0-07-154382-8
- Quantum Mechanics Demystified，D。McMahon，Mc Graw Hill（美国），2006， ISBN 0-07-145546 9